# Asgestān
Asgestān (persiska: اَسكِستان, اَسگِستان, اسگستان, Askestān) är en ort i Iran.   Den ligger i provinsen Ardabil, i den nordvästra delen av landet, 300 km nordväst om huvudstaden Teheran. Asgestān ligger 1 793 meter över havet och antalet invånare är 641.
Terrängen runt Asgestān är bergig österut, men västerut är den kuperad. Asgestān ligger nere i en dal. Runt Asgestān är det ganska glesbefolkat, med 38 invånare per kvadratkilometer. Närmaste större samhälle är Kolowr, 9,7 km sydost om Asgestān. Trakten runt Asgestān består i huvudsak av gräsmarker.